# Teragra quadrangula
Teragra quadrangula is een vlinder uit de familie van de Metarbelidae. De wetenschappelijke naam van de soort is voor het eerst gepubliceerd in 1929 door Max Gaede.
De soort komt voor in Tanzania.